# Treron
Treron is een geslacht van vogels uit de familie duiven (Columbidae). De soorten in dit geslacht zijn in het Nederlands bekend onder de benaming papegaaiduiven. 

## Soorten
Het geslacht kent de volgende soorten:
- Treron affinis – Indiase papegaaiduif
- Treron apicauda – Spitsstaartpapegaaiduif
- Treron aromaticus – Burupapegaaiduif
- Treron australis – Madagaskarpapegaaiduif
- Treron axillaris – Filipijnse papegaaiduif
- Treron bicinctus – Oranjeborstpapegaaiduif
- Treron calvus – Afrikaanse papegaaiduif
- Treron capellei – Grote papegaaiduif
- Treron chloropterus – Andamanenpapegaaiduif
- Treron curvirostra – Dikbekpapegaaiduif
- Treron floris – Florespapegaaiduif
- Treron formosae – Taiwanpapegaaiduif
- Treron fulvicollis – Waglers papegaaiduif
- Treron griseicauda – Bonapartes papegaaiduif
- Treron griveaudi – Comorenpapegaaiduif
- Treron olax – Kleine papegaaiduif
- Treron oxyurus – Sumatraanse papegaaiduif
- Treron pembaensis – Pembapapegaaiduif
- Treron permagnus  – Ryukyupapegaaiduif
- Treron phayrei – Indochinese papegaaiduif
- Treron phoenicopterus – Geelpootpapegaaiduif
- Treron pompadora – Ceylonpapegaaiduif
- Treron psittaceus – Timorpapegaaiduif
- Treron sanctithomae – Sãotomépapegaaiduif
- Treron seimundi – Seimunds papegaaiduif
- Treron sieboldii – Japanse papegaaiduif
- Treron sphenurus – Wigstaartpapegaaiduif
- Treron teysmannii – Soembapapegaaiduif
- Treron vernans – Maleise papegaaiduif
- Treron waalia – Waaliaduif